# Dampmart
Dampmart là một xã ở tỉnh Seine-et-Marne, thuộc vùng Île-de-France ở miền bắc nước Pháp.

## Dân số
Người dân ở Dampmart được gọi là Dampmartois.
Điều tra dân số năm 1999, xã này có dân số là 2,754.